# Watson, Illinois
Watson är en ort i Effingham County i delstaten Illinois, USA.